# Fiyi en los Juegos Paralímpicos de Atlanta 1996
Fiyi estuvo representado en los Juegos Paralímpicos de Atlanta 1996 por dos deportistas masculinos. El equipo paralímpico fiyiano no obtuvo ninguna medalla en estos Juegos.